# Gijsbert Karel van Hogendorp
Gijsbert Karel graaf van Hogendorp (Rotterdam, 27 oktober 1762 – Den Haag, 5 augustus 1834) was een Nederlands (liberaal-)conservatief en liberaal politicus, een telg uit het Rotterdamse geslacht Van Hogendorp. In 1813 vormde hij samen met Frans Adam van der Duyn van Maasdam en Leopold van Limburg Stirum het Voorlopig bewind dat de komst van koning Willem I voorbereidde. Van Hogendorp was een van de opstellers van de Nederlandse Grondwetten van 1814 en 1815. Hij was de jongere broer van Dirk van Hogendorp.

## Vorming
Willem van Hogendorp, de vader van Gijsbert Karel van Hogendorp, had schulden gemaakt en vertrok in 1773 naar Nederlands-Indië om fortuin te vergaren. Zijn vrouw bleef met de kinderen achter in Nederland. Na eerst in Den Haag een beschaafde opvoeding te hebben genoten ontving Gijsbert Karel samen met zijn broer Dirk op voorspraak van prinses Wilhelmina van Pruisen een opleiding aan de cadettenschool te Berlijn. In 1778 werd hij vaandrig in het regiment van Frederik Hendrik Lodewijk van Pruisen en na de Beierse Successieoorlog page aan het hof van koning Frederik II de Grote van Pruisen. In 1779 keerde hij in het gevolg van prins Hendrik terug naar Berlijn. De leergierige en ambitieuze puber onttrok zich aan het gezelschap van zijn leeftijdgenoten en ontmoette de 13 jaar oudere Johann Erich Biester, via wie hij de Griekse en Latijnse klassieken leerde kennen. In september 1781 keerde hij op verzoek van zijn moeder, maar tot zijn eigen ongenoegen, terug naar Nederland. Van Hogendorp werd officier bij de garde te voet van de prins, maar was er niet gelukkig. Hij wilde studeren en benutte iedere gelegenheid daartoe.
In de hoedanigheid van luitenant van de garde begeleidde hij in 1783 de eerste Nederlandse gezant, Pieter Johan van Berckel, naar Noord-Amerika, een aanlokkelijke reis naar een opstandige Engelse kolonie aan het begin van zijn onafhankelijkheid en democratische vorming. Van Hogendorp voer op het oorlogsschip De Erfprins, in 1770 voor de Admiraliteit van Amsterdam gebouwd, dat 25 mijl voor Cape Cod lek raakte. Het verloor twee masten in een storm en dobberde negen weken op zee voor de kust. Op verzoek van de kapitein stapte Van Hogendorp over op een Amerikaanse schoener om hulp te halen. De Erfprins zonk op 25 november 1783 op de Atlantische Oceaan. Slechts 40 van de 350 opvarenden werden gered door een Amerikaanse brik.
Van Hogendorp verbleef een half jaar in Amerika en dankzij een aanbevelingsbrief van John Adams, die Nederland had bezocht, logeerde hij op het landgoed Mount Vernon van George Washington in Virginia. Van Hogendorp was nogal teleurgesteld in zijn ontmoeting met Washington. Van Hogendorp verkeerde ook met Thomas Jefferson, met wie hij later een briefwisseling bleef onderhouden. Op zijn terugreis (1784) deed hij Engeland aan, waar hij de 25-jarige premier William Pitt leerde kennen, en bestudeerde het debat in het Engelse parlement. Na de terugkeer uit Amerika werd hij door stadhouder Willem V benoemd tot kapitein van de grenadiers in Breda. Toen Van Hogendorp's vader niet terugkeerde uit Indië (op diens terugreis in 1784 verging zijn schip met man en muis) nam hij ontslag van het leger. Hij ging naar de Universiteit van Leiden en promoveerde in 1786 in de rechten. Het proefschrift droeg hij op aan stadhouder Willem V. In juni 1787 was hij betrokken bij de voorbereiding van de reis van prinses Wilhelmina naar Den Haag en hij groeide uit tot een spin in het web van het machtsherstel van Prins van Oranje. Na het herstel van de macht van de stadhouder werd hij benoemd tot de raad en pensionaris van Rotterdam. Tot aan de vlucht van stadhouder Willem V in januari 1795 toonde hij zich een actief Orangist.

## Aan de zijlijn
Na de Bataafse Revolutie werd Van Hogendorp in 1795 aan de kant gezet vanwege zijn steun aan Oranje. Hij vertrok daarom naar Amsterdam om het handelshuis van zijn overleden schoonmoeder voort te zetten. Uit de erfenis kreeg hij een fortuin van 625.000 gulden, waaronder de woning De Keijser Adolph aan de Keizersgracht 203 en de buitenplaats Adrichem bij Beverwijk. Hij leidde het handelshuis samen met zijn jongere broer Willem, maar tegenvallende resultaten en onenigheid tussen hen beiden leidden ertoe dat hij zich in 1803 terugtrok uit het handelshuis.
Hij toonde belangstelling voor hervorming van het Oost-Indisch bestuur en steunde daarin de strijd van zijn broer Dirk van Hogendorp met de conservatief Sebastiaan Nederburgh. Hij vatte in 1802 samen met Friedrich baron von Bouchenröder een plan op om op Kaap de Goede Hoop een kolonie te starten, dat echter faalde door verkeerd inzicht in de problematiek en het aflopen van de vrede tussen Frankrijk en Engeland. Groot-Brittannië bezette opnieuw de Kaap. Zijn commerciële activiteiten hadden hem in enkele jaren een verlies van 336.000 gulden opgeleverd. Daarna trok hij zich voor enige jaren als rentenier terug op zijn buitenplaats Adrichem.
Van Hogendorp was een fervent publicist. In 1799 publiceerde hij zijn studie De Unie van Utrecht herzien, waarin hij uiteenzette dat de macht van de prins van Oranje door wetten geregeld moest worden. In 1801, toen gematigde patriotten en republikeinen een akkoord sloten met de aristocraten en Orangisten, schreef hij een open brief, Verklaring aan het Staatsbewind, menende een grote meerderheid van de bevolking te representeren, waarin hij elk compromis zonder Oranje aan het hoofd onaanvaardbaar noemde. Van Hogendorp bleef zo aan de kant staan, maar hij bleef publiceren. Gedachten over 's lands finantiën zag in deze periode het licht.
Hij liet zijn buitenhuis Adrichem slopen, omdat het onverkoopbaar bleek te zijn, en verhuisde in 1809 weer naar Den Haag. Den Haag was niet meer het bestuurscentrum van weleer. Koning Lodewijk Napoleon had Amsterdam tot hoofdstad gemaakt. Van Hogendorp hield zich nu bezig met schetsen van een grondwet voor de periode na de Franse overheersing.
Na de veldtocht van Napoleon naar Rusland nam Van Hogendorp in 1812 contact op met geestverwanten om aan een nieuw bestuur voor de na-Franse tijd te werken, om zo een eventuele bezetting door de geallieerden te voorkomen.

## Actief bestuur

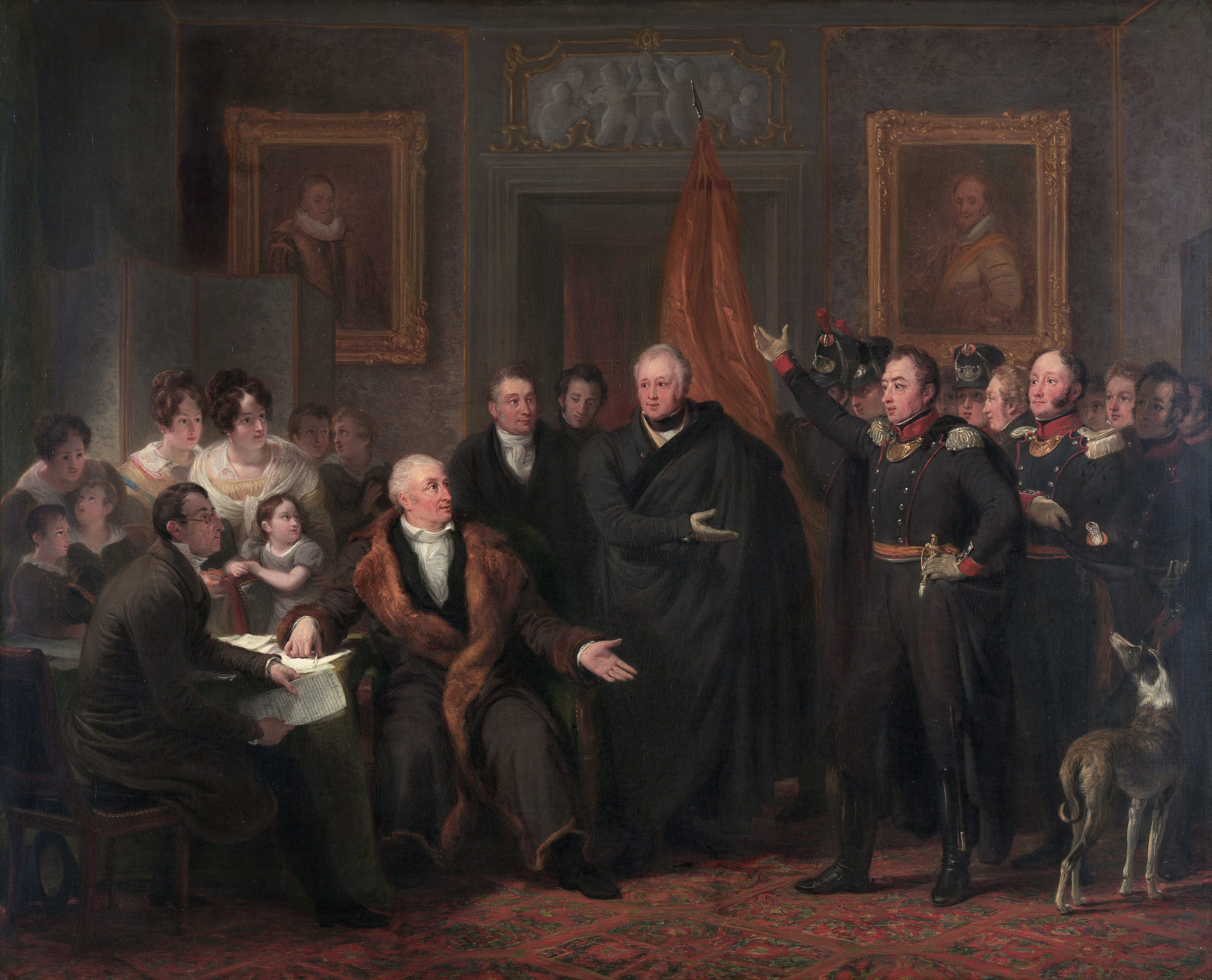
De aanvaarding van het Hoog Bewind

Van Hogendorp vormde samen met Frans Adam van der Duyn van Maasdam en Leopold van Limburg Stirum het Algemeen Bestuur nadat de Fransen uit Den Haag wegtrokken. Vervolgens schreef hij een uitnodiging aan Willem Frederik van Oranje-Nassau om als "Soeverein Vorst" terug te keren naar Nederland. Hoewel Willem Frederik en Van Hogendorp elkaar al kenden uit hun jeugd, was de verhouding tussen beiden van het begin af aan koel en het kostte Van Hogendorp moeite de prins ervan te overtuigen dat een grondwet noodzakelijk was.
Op 7 december 1813 werd Van Hogendorp de eerste minister van Buitenlandse zaken van het nieuwe Soeverein Vorstendom der Verenigde Nederlanden en op 21 december 1813 benoemde de prins Van Hogendorp in een commissie die tot doel had het ontwerpen van een grondwet op basis van de Schets eener Constitutie, die Van Hogendorp enkele jaren eerder had gemaakt. Deze grondwet van 1814, waarin onder andere de erfopvolging voor het huis van Oranje was geregeld, werd op 29 maart 1814 in de Nieuwe Kerk te Amsterdam door 474 verzamelde notabelen van Nederland goedgekeurd. Van Hogendorp werd op 6 april 1814 benoemd als eerste vicepresident van de Raad van State. Hij werd tevens lid en voorzitter van de nieuwe Staten-Generaal der Verenigde Nederlanden (1814-1815).
In 1815 werd hij voorzitter van de commissie, die de grondwet van 1815 moest opstellen ten behoeve van de vereniging met de Zuidelijke Nederlanden tot het Verenigd Koninkrijk der Nederlanden. Bovendien had hij voor de provincie Holland zitting in de Tweede Kamer, die toen nog gekozen werd door de Provinciale Staten. Op 20 september 1815 werd hij benoemd tot minister van staat.
Aanvankelijk was Van Hogendorp een conservatief politicus. Hij was er in 1813 zelfs nog voorstander van geweest om de positie van de oude regenten te herstellen, maar na 1815 getuigde hij meer en meer van een liberale opstelling en kwam hij aldus tegenover de opvattingen van koning Willem I te staan, die men wel als "verlicht despoot" zou kunnen omschrijven. Een conflict over de handel leidde ertoe dat Van Hogendorp tot tweemaal toe de koning om ontslag als vicepresident van de Raad van State verzocht, wat hem op 7 november 1816 uiteindelijk werd verleend. Bij Koninklijk Besluit werd hij benoemd tot lid van de Eerste Kamer, maar hij wees dat af. De Eerste Kamer werd destijds door de koning benoemd en de vergaderingen waren geheim. Van Hogendorp wilde zich waarschijnlijk niet op deze manier de mond laten snoeren. In 1819 probeerde koning Willem I Van Hogendorp nogmaals het zwijgen op te leggen, door de gouverneur van Holland, Van der Duyn van Maasdam, te laten weten dat het hem zou uitkomen als Van Hogendorp niet meer in de Tweede Kamer benoemd zou worden. Van der Duyn ging daar niet op in, waarna de koning op 22 mei van hetzelfde jaar Van Hogendorp de titel van Minister van Staat ontnam. Van Hogendorp bleef echter lid van de Tweede Kamer der Staten-Generaal voor de provincie Holland.

## Laatste levensjaren
In 1825 stelde Van Hogendorp zich niet meer herkiesbaar voor de Tweede Kamer vanwege zijn slechte gezondheid. Hij leed aan jicht. Hij bleef echter publiceren. Hij was een van de weinige Nederlanders die in 1830 begrip toonden voor de Belgische afscheiding. Gijsbert Karel van Hogendorp overleed op 5 augustus 1834 in Den Haag.

## Overige feiten

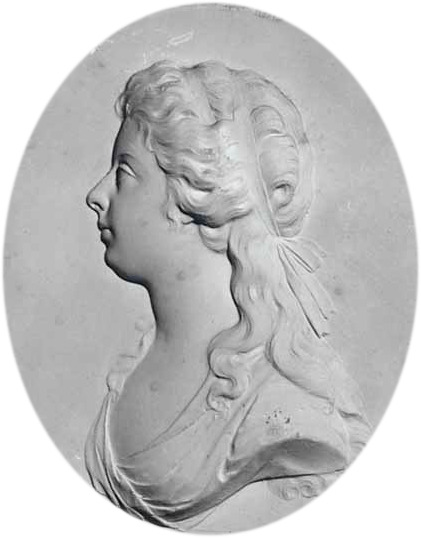
Hester Clifford, echtgenote van Gijsbert Karel van Hogendorp

- Gijsbert Karel van Hogendorp trouwde in 1789 met Hester Clifford uit een zeer vermogende Amsterdamse koopmansfamilie. Zij kregen tien kinderen, waaronder Willem en Dirk van Hogendorp. Ten tijde van zijn overlijden waren nog zes van de tien kinderen in leven.
- Van Hogendorp werd op 20 september 1815 in de adelstand verheven.
- Hij beschreef zichzelf in een brief aan de hoogleraar Tydeman: "Mijne geloofsbelijdenis in Kerk en Staat kan ik uitdrukken in drie woorden. Ik ben evangelisch, ik ben liberaal, ik ben Engelschgezind"[8]
- Zijn broer, Dirk van Hogendorp, koos in de napoleontische tijd voor de Franse kant.

## Publicaties
- Specimen juridicum inaugurale de aequabili descriptione subsidiorum inter gentes foederatas (dissertatie, 1786)
- Verhandeling over de noodzakelijkheid eener religie in den staat (1787)
- Brief van eenen boer, uit den Alblasserwaard, aan zynen vriend in het Westland, en het antwoord op denzelven : inhoudende, dat zonder den 25ste penning het land niet gered kan worden, als mede, waarom men den 25ste penning geeft, en op wat manier dezelve zal ingericht worden, enz (1788)
- Brief van een burgerman te D. over zekere negotiatie
- Missive over het armenwezen (geschreeven in 1794) (1794)
- De Unie van Utrecht herzien (1799)
- Iets voor de armen (1799-1801)
- Précis d'une déclaration faite au gouvernement Batave (1801)
- Verhandeling over den Oost-Indischen handel (1801-1802)
- Verklaring aan het Staatsbewind, over de staatsregeling (1801)
- Gedachten over 's lands finantiën, voorgedragen in Aanmerkingen op het Rapport tot een stelsel van algemeene belastingen, uitgebragt den 9den july 1800 (1802)
- Brieven aan een participant in de Oost-Indische Compagnie (1802)
- Vervolg op de Brieven aan eenen participant in de Oost-Indische Compagnie, handelende over een stelsel van bestuur en handel voor Nederlandsch Indië (1802)
- Tweede vervolg op de Brieven aan eenen participant in de Oost-Indische Compagnie, handelende over een stelsel van bestuur en handel voor Nederlandsch Indië (1803)
- Memorie over den tegenwoordigen staat van den handel en de culture in de Oost-Indische bezittingen van den staat (1804)
- Schets eener Constitutie (1812)
- Advijzen op Concept-wetten, voornamelijk op het stuk der finantien, 17 april 1816 (1816)
- Opinion sur des projets de loi principalement en matière de finances, 17 avril 1816 (1816)
- Bijdragen tot de huishouding van staat in het koningrijk der Nederlanden, verzameld ten dienste der Staten Generaal (10 delen, 1818-1825)
- Advijs van Gijsbert Karel, grave van Hogendorp op de tienjarige begrooting, uitgebragt den 24 december 1819 = Opinion du comte de Hogendorp sur le budget décennal, émise le 24 décembre 1819 (1819)
- Tweede advijs uit het hoofd uitgesproken door Gijsbert Karel grave Van Hogendorp, tot slot van de beraadslagingen over de tienjarige begrooting, in de zitting van den 24 december 1819 = Second discours, improvisé par le comte De Hogendorp, pour la clôture de la discussion du budget décennal, dans la séance du 24 décembre 1819 (1820)
- Advijs van den grave Van Hogendorp, uitgebragt den 21 junij 1821 in de Tweede Kamer der Staten-Generaal, over het ontwerp van een algemeen stelsel van belastingen (1821)
- Opinion, émise le 21 Juin 1821, dans la Seconde Chambre des États-Généraux; sur le projet du systême général d'impositions (1821)
- Opinion sur l'Impôt de la Mouture, émise dans la seconde Chambre des Etats-Généraux, le 17 Juillet 1822 (1822)
- Opinion du comte de Hogendorp, sur le budget de 1822 émise le 22 décembre 1821 (1822)
- Bijvoegselen voor het tiende deel van de Bijdragen tot de huishouding van staat in het Koningrijk der Nederlanden (1825)
- Advijs over de verhandeling, bekroond door de Hollandsche Maatschappij der Wetenschappen te Haarlem, op derzelver prijsvraag: Over de oorzaken van het verval des Nederlandschen handels, en de middelen tot herstel of uitbreiding van dezelve (1828)
- De scheiding van Holland en België (1830)
- Zeven stukjes ten vervolge op De scheiding van Holland en België, uitgegeven in October, November en December 1830
- De schutterijen. 18 october 1830 (1830)
- Séparation de la Hollande et de la Belgique. 22 octobre 1830 (1830)
- Over de scheiding van Holland en België, 22 october 1830 (1830)
- De prins van Oranje. 29 October 1830 (1830)
- Het krediet. 29 October 1830 (1830)
- De vrede. 3 November 1830 (1830)
- De koning. 8 November 1830 (1830)
- De natie. 15 November 1830 (1830)
- De verantwoordelijkheid. 6 December 1830 (1830)
- Lettres sur la prospérité publique, adressées à un Belge dans les années 1828, 1829, 1830 (1830)
- De ontwikkeling (1830-1831). I: 13 December 1830. II: 22 December 1830. III: 25 December 1830. IV: 4 Januarij 1831. V-IX: Januarij 1831
- Het vaderland. November 1830 - Maart 1831 (1830-1831). Voorrede. [2], 14 p., 1831; I: November 1830. 11 p., 1830; II: November 1830. 11 p., 1830; III: December 1830. 13 p., 1830; IV: December 1830. 13 p., 1830; V: Januarij 1831; VI: Januarij 1831. 13 p., 1831; VII: Februarij 1831. 13 p., 1831; VIII: 18 p., 1831
- Opinion du Cte. Gysbert Karel van Hogendorp : émise le 17 avril 1816 ensuite de la réunion de la Hollande et de la Belgique (1831)
- Advijs, ingeleverd 17 April 1816, ingevolge van de vereeniging der Noordelijke en Zuidelijke Provinciën (1831)
- Nederland bij eenen algemeenen oorlog (1840)
- Brieven en gedenkschriften van Gijsbert Karel van Hogendorp. 's-Gravenhage : Nijhoff (1866–1903)[9]

## Nagedachtenis
- In 1867 verrees in Rotterdam een standbeeld van een zittende Van Hogendorp met de grondwet van 1814 in zijn rechterhand, vervaardigd door de Jozef Geefs. Het beeld werd geplaatst op het Van Hogendorpsplein, achterzijde Museum Boymans Schielandshuis. Het bevindt zich thans op de trappen van de entree van het nieuwe Beurs World Trade Center aan de Coolsingel.
- In 1869 verrees in Den Haag het Onafhankelijkheidsmonument, vervaardigd door Joseph Jaquet, met onder meer een beeldengroep van het driemanschap. Het monument bevindt zich op Plein 1813.[10]
- In 1914 werd een IJmuidens vissersschip naar hem genoemd, de KW-110 Gijsbert Karel van Hogendorp. Deze werd in WOII door de Duitsers ingezet als spionagelogger, maar werd gekaapt door Engelandvaarders.

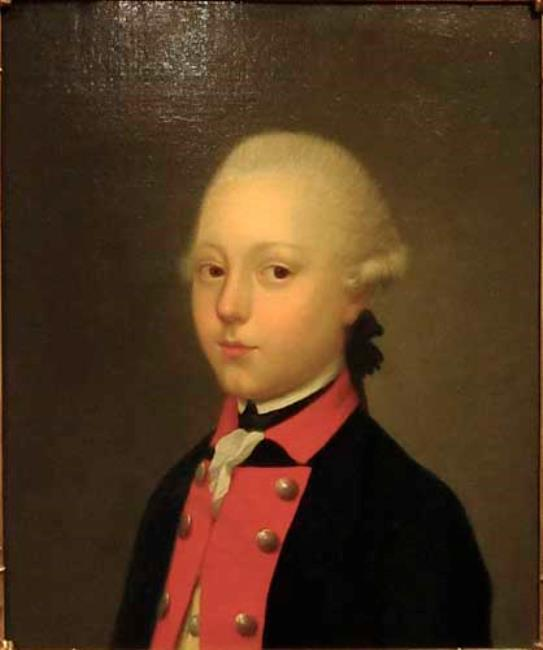
Gijsbert Karel van Hogendorp als jongeling
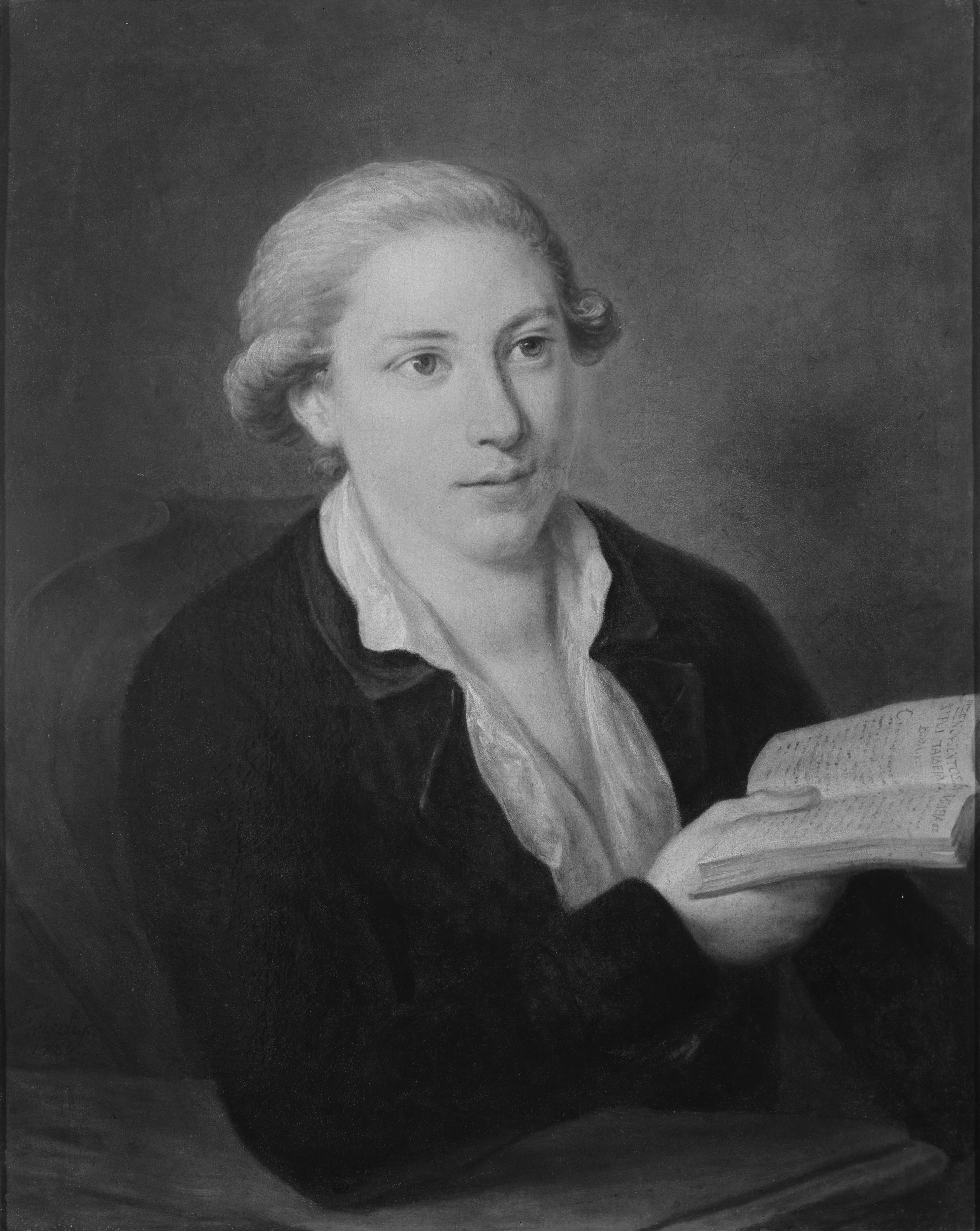
Gijsbert Karel van Hogendorp tijdens zijn opleiding in Pruisen
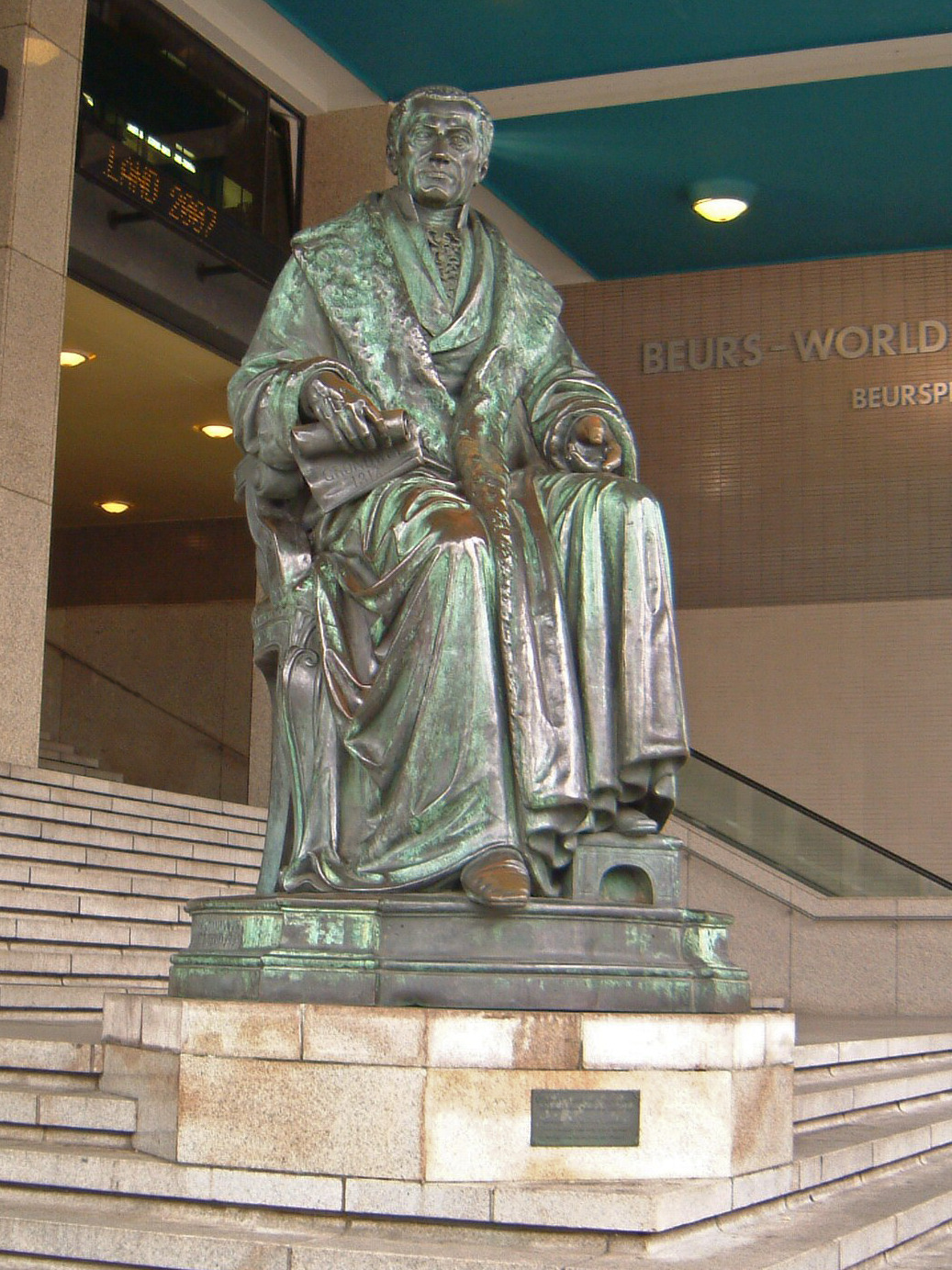
Zijn standbeeld in het beursgebouw van Rotterdam
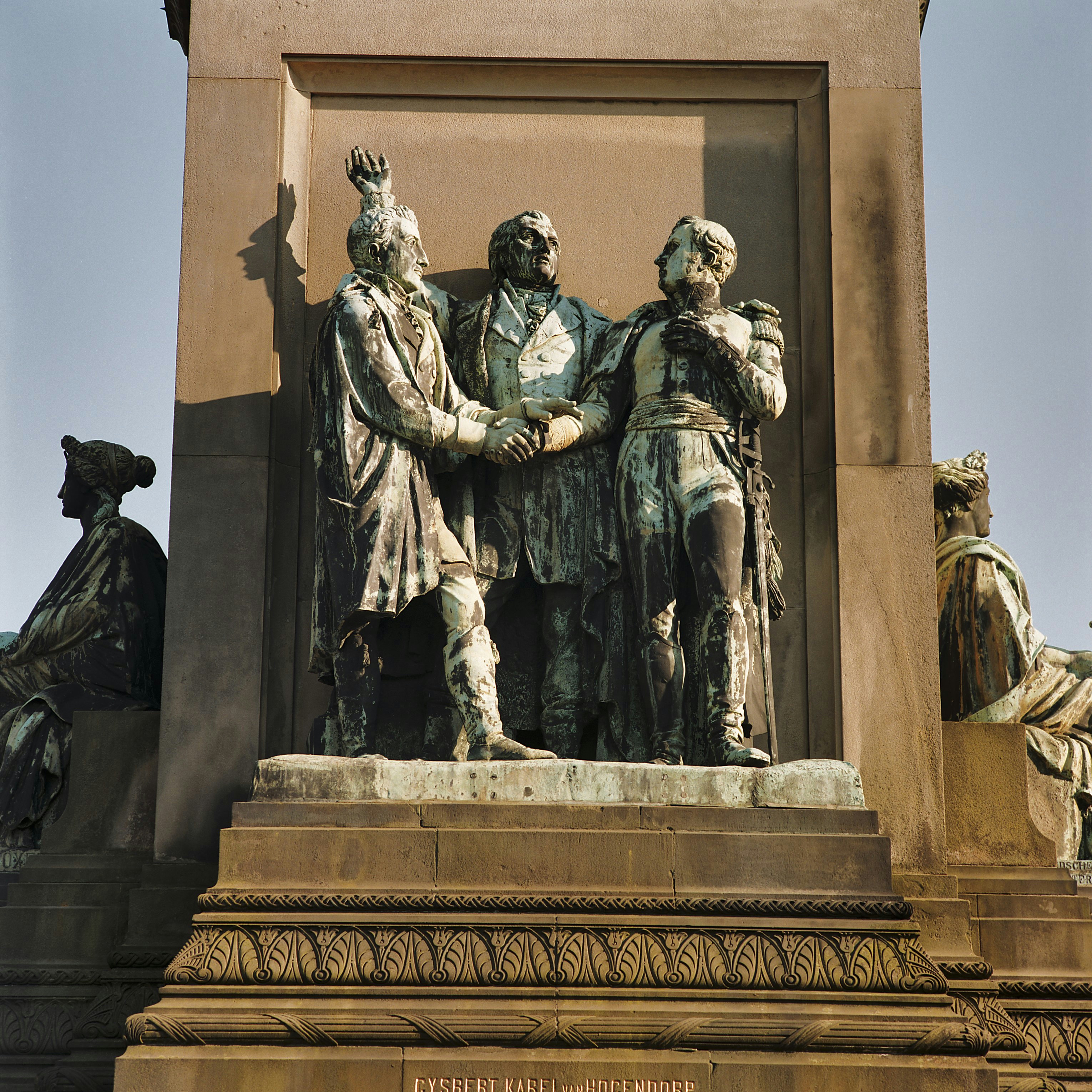
Het driemanschap op het onafhankelijkheidsmonument in Den Haag

- Bibsys: 1040814
- Bibliothèque nationale de France: cb12674837f (data)
- Biografisch Portaal: 05339746
- Digitale Bibliotheek voor de Nederlandse Letteren: hoge017
- Gemeinsame Normdatei: 118774727
- International Standard Name Identifier: 0000 0001 1385 3748
- Library of Congress Control Number: n79117358
- Nederlandse Thesaurus van Auteursnamen: 068393547
- Parlement.com: vg09llss5gzt
- Istituto Centrale per il Catalogo Unico: BVEV077526
- SNAC: w6p84fjv
- Système universitaire de documentation: 11537535X
- Virtual International Authority File: 72190082
- WorldCat: E39PBJjMxcFvBtCTRwVxddgtKd